# Qizhou Liedao
Qizhou Liedao är öar i Kina. De ligger i provinsen Hainan, i den södra delen av landet, omkring 93 kilometer öster om provinshuvudstaden Haikou.